# Johnnie Ray
Johnnie Ray (ur. 10 stycznia 1927, zm. 24 lutego 1990) – amerykański piosenkarz.

## Życiorys
Johnnie Ray urodził się 10 stycznia 1927 roku. W 1940 roku w czasie rzutu kocem spadł na ziemię doznając wstrząsu mózgu i obrażeń w uchu. Podczas II wojny światowej przeniósł się wraz z rodziną do Portland, gdzie jego ojciec pracował w stoczni. W 1949 roku przybył do Hollywood, aby grać w filmach, lecz pracował dorywczo jako barman i pianista w klubach. Wkrótce rozpoczął karierę piosenkarską. W 1952 roku poślubił Marilyn Morrison, jednak małżeństwo zakończyło się z rozwodem w 1954 roku. W 1958 roku przeszedł dwie operacje uszu. Zmarł 24 lutego 1990 roku mając 63 lata na niewydolność wątroby. Posiada swoją gwiazdę na Hollywoodzkiej Alei Gwiazd.